# 木垒镇
木垒镇，是中华人民共和国新疆维吾尔自治区昌吉回族自治州木垒哈萨克自治县下辖的一个乡镇级行政单位。

## 行政区划
木垒镇下辖以下地区：
园林社区、明珠社区、迎宾社区、西河社区、老城社区、北桥社区和阿吾勒社区。